# Protepicorsia agraptalis
Protepicorsia agraptalis là một loài bướm đêm trong họ Crambidae.